# James Maguire (Geistlicher)
James Maguire (* 29. August 1882 in Leonhead, Midlothian, Schottland, Vereinigtes Königreich; † 10. Oktober 1944 in Dundee) war ein schottischer römisch-katholischer Geistlicher.
Maguire wurde am 22. Juli 1906 zum Priester für das Erzbistum Saint Andrews und Edinburgh geweiht.
Papst Pius XI. ernannte ihn am 5. Oktober 1939 zum Koadjutor-Bischof von Dunkeld und Titularbischof von Ilium. Die Bischofsweihe spendet ihm John Toner, Bischof von Dunkeld, am 30. Oktober 1939 in der Kathedrale von Dundee. Mitkonsekratoren waren George Henry Bennett, Bischof von Aberdeen, und William Henry Mellon, Koadjutor-Bischof von Galloway. Er verstarb, ohne als Bischof von Dunkeld nachgefolgt zu sein.